# Хромисти
Хромистите (Chromista) са еукариотна супергрупа, вероятно полифилетична, която може да се третира като отделно царство или включена към протисти. Тя включва всички водорасли, чиито хлоропластите съдържат хлорофили А и С, както и различни безцветни форми, които са тясно свързани с тях. Хлоропластите са заобиколени от четири мембрани, и се смята, че са придобити от червени водорасли, посредством вторична ендосимбиоза.
Chromista е дефинирана по различни начини през различни етапи и класификации.
Описана като състояща се от три различни групи:
- Heterokonta или Stramenopiles: кафяви водорасли, кремъчни водорасли, Oomycota и др.
- Haptophyta
- Cryptophyta

През 2010 г. Томас Кавалиър-Смит премества Alveolata, Rhizaria и Heliozoa в Chromista.

## Таксономия
Името Chromista е въведена за първи път от Кавалиър-Смит през 1981 г., а предишните имена Chromophyta и Chromobiont съответстват на приблизително една и съща група. Молекулярните дървета са имали трудности при решаване на отношенията между различните групи. И трите могат да споделят един общ прародител с Alveolata (виж Chromalveolata), но има доказателства, които предполагат, че Haptophyta и Cryptophyta не принадлежат заедно с Heterokonta.